# صد سال تنهایی
صد سال تنهایی (به اسپانیایی: Cien años de soledad) نام رمانی به زبان اسپانیایی نوشته گابریل گارسیا مارکز که چاپ نخست آن در سال ۱۹۶۷ در آرژانتین با تیراژ ۸۰۰۰ نسخه منتشر شد. تمام نسخه‌های چاپ اول صد سال تنهایی به زبان اسپانیایی در همان هفته نخست کاملاً به فروش رفت. در ۳۰ سالی که از نخستین چاپ این کتاب گذشت بیش از ۳۰ میلیون نسخه از آن در سراسر جهان به فروش رفته و به بیش از ۳۰ زبان ترجمه شده‌است.
جایزه نوبل ادبیات ۱۹۸۲ به گابریل گارسیا مارکز به خاطر خلق این اثر تعلق گرفت.

در این رمان به شرح زندگی شش نسل خانواده بوئندیا پرداخته شده‌ است که نسل اول آن‌ها در دهکده‌ای به‌نام ماکوندو ساکن می‌شود.
ناپدید شدن و مرگ بعضی از شخصیت‌های داستان به جادویی شدن روایت‌ها می‌افزاید. صعود رمدیوس به آسمان، درست مقابل چشم دیگران، کشته شدن همه پسران سرهنگ آئورلیانو بوئندیا که از زنان در جبهه جنگ به وجود آمده‌اند، توسط افراد ناشناس از طریق هدف گلوله قرار دادن پیشانی آنها که علامت صلیب داشته و طعمه مورچه‌ها شدن آئورلیانو نوزاد تازه به دنیا آمده آمارانتا اورسولا از این موارد است. به اعتقاد بسیاری او در این کتاب سبک رئالیسم جادویی را ابداع کرده‌ است. داستانی که در آن همهٔ فضاها و شخصیت‌ها واقعی و حتی گاهی حقیقی هستند، اما ماجرای داستان مطابق روابط علّی و معلولی شناخته شدهٔ دنیای ما پیش نمی‌روند.

## شخصیت‌ها

شجره‌نامه خاندان بوئندیا (رمان صد سال تنهایی)

### نسل اول

#### خوزه آرکادیو بوئندیا
خوزه آرکادیو بوئندیا (به اسپانیایی: José Arcadio Buendía) پدرسالار خاندان بوئندیا و بنیان‌گذار شهر ماکوندو است. او به همراه همسر و دخترعموی خود، اورسولا ایگواران، زادگاهش در ریواچا را ترک می‌کند؛ چرا که پس از کشتن مردی به نام پراودنسیو آگیلار در یک دوئل، روح او را در خواب و بیداری دنبال می‌کند. بوئندیا در مسیر مهاجرت، شبی در کنار رودخانه‌ای اردو می‌زند و در رؤیا شهری پر از آینه به نام ماکوندو را می‌بیند. سپس تصمیم می‌گیرد همان‌جا این شهر را بنیان‌گذارد. او فردی درون‌گرا و جست‌وجوگر بود و بخش زیادی از زندگی‌اش را صرف پژوهش‌های علمی، از جمله کیمیاگری و نجوم کرد. با گذشت زمان، از خانواده و جامعه کناره‌گیری کرد و در نهایت دچار اختلال روانی شد. پس از آن، او را به درخت شاه‌بلوطی بستند و تا زمان مرگش در همان‌جا باقی ماند.

#### اورسولا ایگواران
اورسولا ایگواران (به اسپانیایی: Úrsula Iguarán) همسر و دخترعموی خوزه آرکادیو بوئندیا، مادرسالار خاندان بوئندیا است. او بیش از صد سال عمر می‌کند و در شش نسل از هفت نسل روایت‌شده در رمان حضور فعال دارد. اورسولا با شخصیتی قوی و اراده‌ای راسخ، نقش اصلی را در اداره خانه و خانواده بر عهده دارد و در بسیاری از موارد موفق‌تر از مردان خانواده عمل می‌کند. از جمله، او مسیر خروج از ماکوندو به دنیای بیرون را می‌یابد. او همچنین از ازدواج‌های خویشاوندی در خاندان نگران است و باور دارد که این روابط ممکن است به تولد فرزندانی با ویژگی‌های غیرطبیعی منجر شود. اورسولا مدتی کسب‌وکاری خانگی در زمینه تولید شیرینی و حیوانات شکری داشت که تا ورود فرناندای دل کارپیو ادامه یافت. در سال‌های پایانی عمر، دچار ضعف و ناتوانی می‌شود و به تدریج جایگاه خود را از دست می‌دهد. در نهایت، در حالی‌که به‌اندازه نوزادی کوچک شده بود، درگذشت.

### نسل دوم

#### خوزه آرکادیو
خوزه آرکادیو (به اسپانیایی: José Arcadio) نخستین فرزند خوزه آرکادیو بوئندیا و اورسولا ایگواران، شخصیتی جسور و شتاب‌زده دارد و بسیاری از ویژگی‌های پدرش را به ارث برده است. او در نوجوانی پس از تجربه‌ای ناراحت‌کننده با پیلار ترنرا، خانواده را ترک می‌کند تا دختری کولی را دنبال کند. سال‌ها بعد، او به‌طور ناگهانی به ماکوندو بازمی‌گردد؛ در حالی‌که بدنی عظیم‌الجثه و پوشیده از خال‌کوبی دارد و مدعی است که دریاهای جهان را پیموده است. پس از بازگشت، با ربکا ـ دخترخوانده خانواده ـ ازدواج می‌کند. این ازدواج موجب طرد شدن او از خانه بوئندیا می‌شود. چند روز پس از آن‌که جان برادرش آورلیانو را از اعدام نجات می‌دهد، خوزه آرکادیو به شکلی مرموز با شلیک گلوله کشته می‌شود.

#### سرهنگ آورلیانو بوئندیا
سرهنگ آورلیانو بوئندیا (به اسپانیایی: Colonel Aureliano Buendía) دومین فرزند خوزه آرکادیو بوئندیا و اورسولا ایگواران و نخستین نوزادی است که در شهر ماکوندو متولد شد. او از دوران کودکی به داشتن نوعی پیش‌آگاهی شهرت یافت، چرا که گفته‌هایش معمولاً به واقعیت می‌پیوست. آورلیانو هم‌زمان نماد جنگجو و هنرمند است؛ از یک‌سو درگیر جنگ‌های داخلی می‌شود و به مقام سرهنگی می‌رسد، و از سوی دیگر اشعار می‌سراید و ماهرانه ماهی‌های طلایی می‌سازد. در طول جنگ‌ها، از زنان ناشناس مختلف صاحب هفده فرزند پسر شد که همگی «آورلیانو» نام گرفتند. چهار تن از آن‌ها بعداً در ماکوندو ساکن شدند؛ اما در مدت کوتاهی، همه پسران ـ جز یکی ـ توسط مهاجمانی ناشناس به قتل رسیدند، پیش از آن‌که به سی‌وپنج‌سالگی برسند.

#### آمارانتا
آمارانتا (به اسپانیایی: Amaranta)  دختر خوزه آرکادیو بوئندیا و اورسولا ایگواران و خواهر آورلیانو و خوزه آرکادیو است. او شخصیتی پیچیده، محافظه‌کار و درون‌گرا دارد و نقش مهمی در درام خانوادگی بوئندیا ایفا می‌کند. آمارانتا در طول زندگی خود هرگز ازدواج نمی‌کند، اگرچه دو خواستگار مهم دارد: یکی پیر موسکوت و دیگری برادرزاده‌اش آورلیانو خوزه، که او را از کودکی بزرگ کرده بود. با وجود علاقه متقابل، آمارانتا خواستگار نخست را رد می‌کند و در برابر عشق نامتعارف آورلیانو خوزه نیز مقاومت می‌ورزد. پس از مرگ ربکا و برخی تلخ‌کامی‌های خانوادگی، او تا پایان عمر در خانه می‌ماند و مسئولیت پرورش کودکان نسل بعدی را بر عهده می‌گیرد. آمارانتا در سال‌های پایانی عمر، خود را برای مرگ آماده می‌کند و حتی کفن خود را با دستان خودش می‌دوزد. او در نهایت بدون ازدواج درگذشت و به نمادی از انکار عشق و سرنوشت در رمان تبدیل شد.

#### رمدیوس موسکوت
رمدیوس موسکوت (به اسپانیایی: Remedios Moscote) کوچک‌ترین دختر دون آپولینار موسکوت، فرماندار محافظه‌کار ماکوندو بود. او به داشتن پوستی بسیار زیبا و چشمانی سبز و زمردی شهرت داشت. آورلیانو بوئندیا که بعدها به مقام سرهنگی رسید، در جوانی شیفتهٔ او شد، با وجود آن‌که رمدیوس در آن زمان دختربچه‌ای کم‌سن‌وسال بود. این دو با یکدیگر ازدواج کردند، اما رمدیوس اندکی پس از ازدواج و در جریان بارداری‌اش بر اثر مسمومیت خونی درگذشت. یاد و خاطرهٔ او تا پایان عمر در ذهن سرهنگ آورلیانو زنده ماند و تا زمان مرگ او، عروسک‌های دوران کودکی رمدیوس در اتاق خوابش نگهداری می‌شد.

#### ربکا
ربکا دختر یتیم نیکانور اویوآ و ربکا مونتی‌یل و دخترعموی دوم اورسولا ایگواران است. او در کودکی به خانه خاندان بوئندیا آورده می‌شود، در حالی‌که کیسه‌ای پارچه‌ای در دست دارد که استخوان‌های والدینش در آن است. در بدو ورود، رفتاری بسیار گوشه‌گیرانه دارد، صحبت نمی‌کند و عادت عجیبی به خوردن خاک و گچ دیوارها دارد؛ رفتاری که به اختلال "پیکا" معروف است. ربکا در ابتدا به نظر می‌رسد زبان اسپانیایی نمی‌فهمد، اما به پرسش‌های ویزی‌تاسیون و کاتائوره به زبان بومی گواجیرو  پاسخ می‌دهد. او پس از بازگشت خوزه آرکادیو از سفرهایش، به او دل می‌بندد و با وجود مخالفت خانواده، با او ازدواج می‌کند. پس از مرگ ناگهانی و اسرارآمیز همسرش، ربکا خود را از جامعه کنار می‌کشد و تا پایان عمر در انزوا زندگی می‌کند.

#### پیلار ترنرا
پیلار ترنرا (به اسپانیایی: Pilar Ternera) زنی محلی است که برای فرار از مردی که در نوجوانی به او تجاوز کرده بود، به ماکوندو نقل مکان کرد. او با دو برادر، آورلیانو و خوزه آرکادیو، روابط عاشقانه برقرار می‌کند و به‌ترتیب مادر آورلیانو خوزه و آرکادیو می‌شود. پیلار توانایی پیش‌گویی آینده با کارت‌های تاروت را دارد و هر از گاهی پیش‌بینی‌هایی مبهم اما درست ارائه می‌دهد. او در طول رمان پیوندی عمیق با خاندان بوئندیا دارد و همواره با پیش‌گویی‌های خود به آن‌ها یاری می‌رساند. پیلار سرانجام در سن بیش از ۱۴۵ سالگی (در زمانی که دیگر از شمردن سال‌های عمرش دست کشیده بود) از دنیا می‌رود و از معدود شخصیت‌هایی است که تا واپسین روزهای ماکوندو زنده می‌ماند. او نقشی کلیدی در روایت داستان دارد، زیرا پیوندی اساسی میان نسل دوم و سوم خاندان بوئندیا ایجاد می‌کند. نویسنده با جمله‌ای قاطعانه پس از مرگ او، اهمیت شخصیتش را برجسته می‌سازد: «همه‌چیز به پایان رسیده بود.»

### نسل سوم

#### آرکادیو
آرکادیو فرزند نامشروع خوزه آرکادیو و پیلار ترنرا است، اما هرگز از اصل‌ونسب واقعی خود باخبر نمی‌شود. او در ابتدا آموزگار مدرسه است، اما پس از ترک ماکوندو توسط سرهنگ آورلیانو بوئندیا، رهبری شهر را بر عهده می‌گیرد. آرکادیو به‌تدریج به دیکتاتوری مستبد تبدیل می‌شود و حتی از شاگردان مدرسه‌اش به‌عنوان ارتش شخصی استفاده می‌کند. حکومت او در ماکوندو با خودکامگی و خشونت همراه است و شهر را تابع امیال و تصمیمات لحظه‌ای‌اش می‌سازد. در نهایت، با سقوط نیروهای لیبرال در ماکوندو، آرکادیو به‌دست جوخه‌ی آتش محافظه‌کاران تیرباران می‌شود.

#### آورلیانو خوزه
آورلیانو خوزه فرزند نامشروع سرهنگ آورلیانو بوئندیا و پیلار ترنرا است. او در نوجوانی به پدرش در چندین جنگ داخلی می‌پیوندد، اما پس از شنیدن این‌که ازدواج با عمه ممکن است، از ارتش جدا می‌شود و به ماکوندو بازمی‌گردد. او به‌شدت شیفتهٔ عمه‌اش، آمارانتا، می‌شود؛ زنی که از کودکی سرپرستی‌اش را برعهده داشت و در دوران خردسالی او را مورد آزار قرار داده بود. با این حال، آمارانتا در بزرگ‌سالی نیز پیشنهاد ازدواج او را رد می‌کند. سرانجام، در میانه‌ی جنگ‌ها، آورلیانو خوزه به‌دست یک کاپیتان محافظه‌کار کشته می‌شود.

#### سانتا سوفیا د لا پیداد
سانتا سوفیا د لا پیداد (به اسپانیایی: Santa Sofía de la Piedad) دختری باکره و زیباست که پدرش مغازه‌دار است. پیلار ترنرا او را برای برقراری رابطه با پسرش، آرکادیو، اجیر می‌کند؛ کسی که بعدها همسر سانتا سوفیا می‌شود. پس از اعدام آرکادیو، خاندان بوئندیا، سانتا سوفیا و فرزندانش را در خانه خود می‌پذیرند. او سال‌ها در سکوت و با صبوری امور خانه را اداره می‌کند، بی‌آن‌که حضور پررنگی در رویدادهای داستانی داشته باشد. پس از مرگ اورسولا، سانتا سوفیا بی‌خبر و ناگهانی خانه را ترک می‌کند، بی‌آن‌که مقصد یا سرنوشتش مشخص باشد.

#### هفده آورلیانو
در جریان ۳۲ کارزار جنگ داخلی، سرهنگ آورلیانو بوئندیا صاحب هفده پسر از هفده زن مختلف می‌شود؛ همهٔ آن‌ها «آورلیانو» نامیده می‌شوند. چهار تن از این پسران — آورلیانو تریسته، آورلیانو سِرادور، آورلیانو آرکایا و آورلیانو سنتنو — در ماکوندو ساکن می‌شوند و به‌تدریج عضوی از خانوادهٔ بوئندیا به‌شمار می‌آیند. در نهایت، در اقدامی تلافی‌جویانه علیه سرهنگ، تمامی هفده آورلیانو به‌دست مهاجمانی ناشناس کشته می‌شوند. عامل شناسایی آنان، صلیب خاکستر چهارشنبهٔ توبه بر پیشانی‌شان بود که به‌طرزی مرموز، هیچ‌گاه پاک نمی‌شد. تنها بازمانده‌ی این قتل‌عام، آورلیانو آمادور بود که به جنگل گریخت، اما سال‌ها بعد، در آستانهٔ خانهٔ پدری‌اش ترور شد.

### نسل چهارم

#### رمدیوس خوشگله
رمدیوس خوشگله نخستین فرزند آرکادیو و سانتا سوفیا است. گفته می‌شود که او زیباترین زن دیده شده در ماکوندو است و به‌طور ناخواسته باعث مرگ چندین مرد می‌شود که عاشق یا شیفتهٔ او بوده‌اند. برای بسیاری از اهالی شهر، رمدیوس چهره‌ای ساده و معصوم دارد و برخی او را دچار تاخیر ذهنی می‌پندارند. با این حال، سرهنگ آورلیانو بوئندیا معتقد است که او هوشیاری و درک عمیقی به ارث برده است؛ او گفته بود: «انگار از بیست سال جنگ بازگشته است.» رمدیوس لباس پوشیدن و آرایش را نمی‌پذیرد، اما این خود باعث می‌شود که زیبایی‌اش دوچندان شود. او به قدری زیبا و شاید به همان اندازه حکیم است که یک بعدازظهر، هنگام تا کردن ملحفه سفید فرناند، به آسمان صعود می‌کند و ناپدید می‌شود.

#### خوزه آرکادیو سگوندو
خوزه آرکادیو سگوندو (خوزه آرکادیو دوم)، برادر دوقلوی آورلیانو سگوندو و یکی از سه فرزند آرکادیو و سانتا سوفیا است. اورسولا معتقد است که در کودکی این دو دوقلو جابه‌جا شده‌اند، چرا که خوزه آرکادیو صفات خانوادهٔ آورلیانوها را نشان می‌دهد و فردی متفکر و کم‌حرف می‌شود. او نقش مهمی در اعتصاب کارگران موز بازی می‌کند و تنها بازمانده از کشتار کارگران اعتصابی توسط شرکت است. پس از آن، باقی عمر خود را به مطالعهٔ نسخه‌های خطی ملکیادس و آموزش آورلیانو جوان می‌پردازد. خوزه آرکادیو سگوندو درست در لحظه‌ای که برادر دوقلویش فوت می‌کند، از دنیا می‌رود.

#### آورلیانو سگوندو
آورلیانو سگوندو (آورلیانو دوم) برادر دوقلوی خوزه آرکادیو سگوندو و یکی از سه فرزند آرکادیو و سانتا سوفیا است. در میان دو برادر، آورلیانو سگوندو شخصیتی پرهیجان‌تر و تندخو‌تر دارد که به‌نوعی مشابه خوزه آرکادیوهای خانواده است. در حالی که با همسر زیبا و تلخش، فرناندای دل کارپیو، ازدواج کرده است، رابطه‌ای مخفیانه با نخستین دوست‌دخترش، پترا کوتس، دارد. هنگامی که با پترا زندگی می‌کند، دام‌هایش به طور شگفت‌آوری رشد می‌کنند و او به خوشگذرانی بی‌محابا می‌پردازد. پس از باران‌های طولانی، ثروت او خشک می‌شود و خانواده بوئندیا تقریباً بی‌پول می‌مانند. او به جستجوی گنج دفن‌شده می‌پردازد که تقریباً او را به جنون می‌کشاند. آورلیانو سگوندو بر اثر بیماری گلو ناشناخته‌ای در همان لحظه‌ای که برادر دوقلویش فوت می‌کند، می‌میرد. در مراسم تدفین و در جریان سردرگمی، اجساد آن‌ها با هم جابه‌جا شده و هر یک در قبر دیگری دفن می‌شود؛ امری که به اظهارنظر پیشین اورسولا درباره جابه‌جایی آن‌ها در کودکی اشاره دارد.

#### فرناندای دل کارپیو
فرناندای دل کارپیو (به اسپانیایی: Fernanda del Carpio) از خانواده‌ای اشرافی و ورشکسته می‌آید که او را از دنیای بیرون منزوی کرده بود. او به‌عنوان زیباترین دختر از میان ۵۰۰۰ دختر انتخاب شده بود. فرناندای به ماکوندو آورده می‌شود تا برای کسب عنوان ملکه کارناوال محلی با رمدیوس زیبا رقابت کند، اما حضور او باعث به وجود آمدن درگیری خونین در کارناوال می‌شود. پس از این شکست، فرناندای با آورلیانو سگوندو ازدواج می‌کند؛ با وجود این، او همچنان رابطه‌ای خانوادگی و غیررسمی با پترا کوتس، معشوقه همسرش، حفظ می‌کند. فرناندای به‌زودی رهبری خانواده را از اورسولای رو به ضعف می‌گیرد و امور خانواده بوئندیا را با قدرت و سختگیری مدیریت می‌کند. او سه فرزند از آورلیانو سگوندو دارد: خوزه آرکادیو، رناتا رمدیوس (که به میمه معروف است) و آمارانتا اورسولا. پس از مرگ همسرش، فرناندای در خانه می‌ماند و تا زمان مرگ خود از امور خانه مراقبت می‌کند. فرناندای هرگز توسط اعضای خانواده بوئندیا پذیرفته نمی‌شود و آن‌ها او را غریبه می‌دانند، اگرچه هیچ‌یک از بوئندیاها علیه محافظه‌کاری سختگیرانه او شورش نمی‌کنند. ناپایداری روانی و عاطفی او از طریق پارانویا، مکاتباتش با «پزشکان نامرئی» و رفتار غیرمنطقی‌اش نسبت به پسر میمه، آورلیانو، که تلاش می‌کند او را از دنیا منزوی کند، آشکار می‌شود.

#### پترا کوتس
پترا کوتس (به اسپانیایی: Petra Cotes) زنی مو تیره و رنگ‌رختی است با چشمانی طلایی-قهوه‌ای که به چشمان پلنگ شباهت دارد. او معشوقه آورلیانو سگوندو و عشق زندگی‌اش است. پترا در نوجوانی همراه با همسر اولش به ماکوندو می‌آید. پس از مرگ همسرش، رابطه‌ای با خوزه آرکادیو سگوندو آغاز می‌کند. وقتی با آورلیانو سگوندو آشنا می‌شود، بدون اینکه بداند آن دو مرد متفاوتی هستند، رابطه‌ای با او نیز شروع می‌کند. پس از اینکه خوزه آرکادیو تصمیم می‌گیرد او را ترک کند، آورلیانو سگوندو بخشش او را به دست آورده و در کنار او می‌ماند. آورلیانو حتی پس از ازدواجش نیز به دیدار پترا ادامه می‌دهد و در نهایت با او زندگی می‌کند، امری که باعث تلخ‌کامی همسرش فرناندای دل کارپیو می‌شود. وقتی آورلیانو و پترا با هم هستند، حیواناتشان به سرعت زیاد می‌شوند، اما دام‌های آن‌ها در طول چهار سال باران نابود می‌شوند. پترا با نگه داشتن لاتاری فعال، درآمد کسب می‌کند و پس از مرگ آورلیانو سگوندو، سبدهای غذایی برای فرناندا و خانواده‌اش فراهم می‌نماید.
ملکیادس
یکی از شخصیت‌های بسیار مهم است. به گونه‌ای که بدون وجود ملکیادس، کتاب صد سال تنهایی معنایی ندارد!  وی بهترین دوست خوزه آرکادیو بوئندیا است و کتاب صدسال تنهایی زمانی به پایان می‌رسد که کل مکتوبات ملکیادس به اسپانیولی ترجمه می‌شود.

### تفاوت شخصیت‌ها
شخصیت اورسولا و پیلار ترنرا با بقیه افراد خانواده تفاوت دارد زیرا این دو نفر با حس ششم خود و گرفتن فال ورق می‌توانند آینده افراد را پیش‌بینی کنند.
بعد از مرگ اورسولا این فرناندا دل کارپیو است که کنترل زندگی افراد خانواده را برعهده می‌گیرد و نظراتش را بر آنها تحمیل می‌کند. چون او از ارتباط دخترش رناتا رمدیوس با مائوریسیا بابیلونیا ناراضی ست و نمی‌خواهد مردم دهکده در جریان رابطه آن دو قرار بگیرند، باعث ناتوان آن جوان تا آخر عمر می‌شود و دخترش را به یک صومعه پیش عده‌ای راهبه می‌فرستد که تا پایان عمر در آنجا بماند. وقتی راهبه‌ای به خانه فرناندا می‌آید و نوه او که فرزند رناتا و مائوریسیا است را با خود می‌آورد با وجود آن که فرناندا در ابتدا قصد کشتن آن کودک را دارد اما از فکر خود منصرف می‌شود و آن بچه در خانه او بزرگ می‌شود.

## سبک صد سال تنهایی

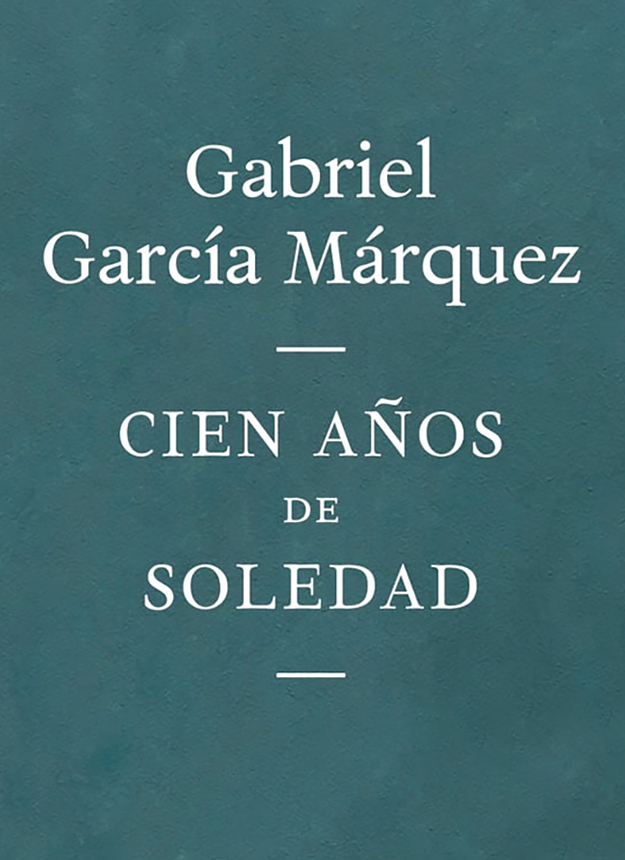
جلد کتاب صد سال تنهایی

داستان از زبان سوم شخص حکایت می‌شود. سبک این رمان رئالیسم جادویی است. مارکز با نوشتن از کولی‌ها از همان ابتدای رمان به شرح کارهای جادویی آن‌ها می‌پردازد و شگفتی‌های مربوط به حضور آن‌ها در دهکده را در خلال داستان کش‌وقوس می‌دهد تا حوادثی که به واقعیت زندگی در کلمبیا شباهت دارند با جادوهایی که در این داستان رخ می‌دهند ادغام شده و سبک رئالیسم جادویی به وجود آید. صدسال تنهایی اثری است که "آمریکای لاتین برای فهمیدن خود به وجود آورده است."

## در ایران و زبان فارسی

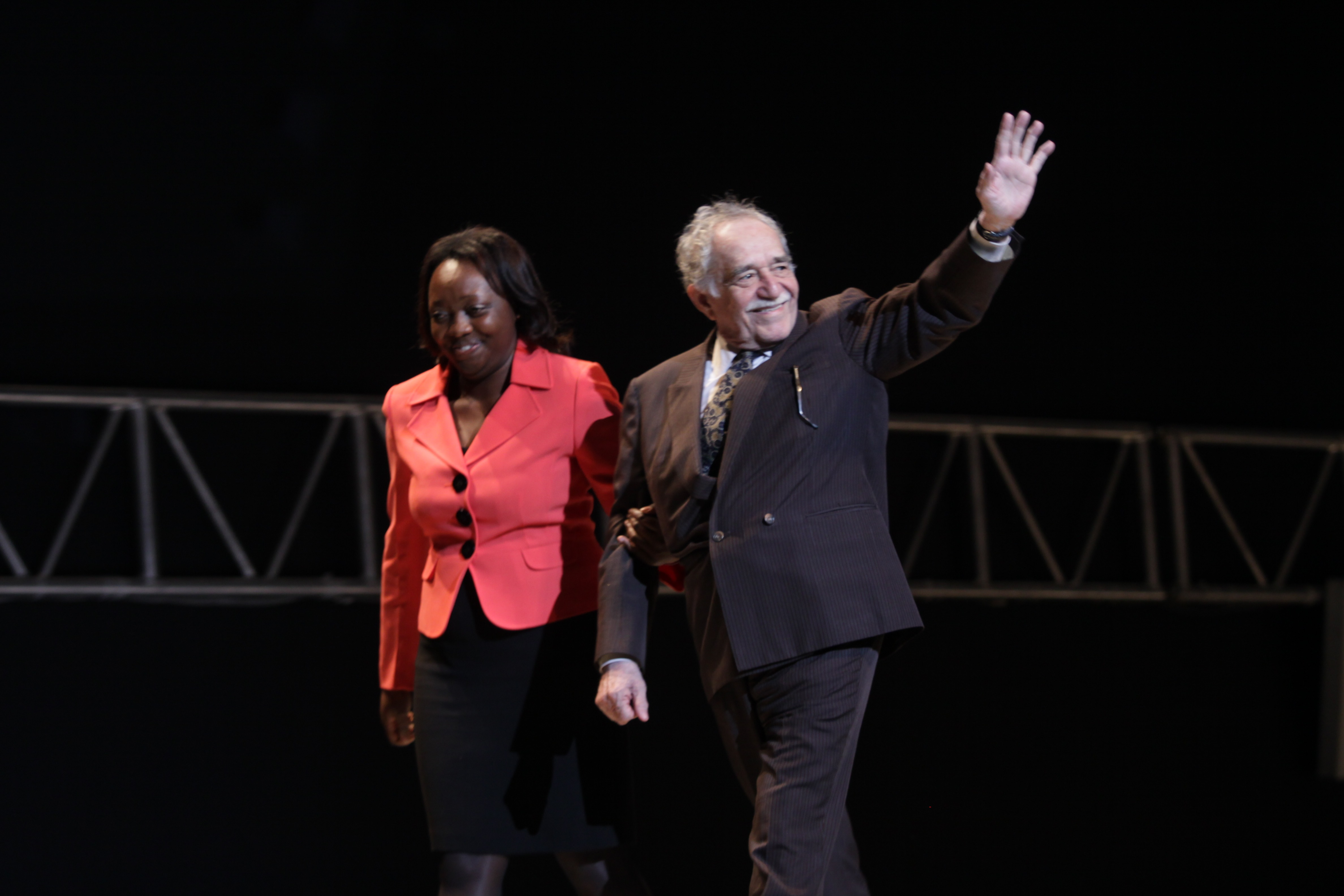
مارکز در سال ۱۹۹۹

این کتاب چندین بار توسط مترجمان گوناگون به فارسی ترجمه شده‌است که عموماً از روی ترجمه انگلیسی به فارسی برگردانده شده‌اند. ترجمه بهمن فرزانه نخستین ترجمه این اثر به فارسی است که سال‌ها به عنوان بهترین ترجمه معرفی می‌شد. ولی بعدها مقالات انتقادی نسبتاً تندی علیه این ترجمه و چند ترجمه دیگر چاپ و منتشر شد.